# Jaguara
Jaguara é um distrito situado na região oeste do município de São Paulo. O distrito fica entre as Rodovias Anhanguera, Castello Branco e a Marginal Tietê.

## Características
A classe média predomina no distrito que é uma mescla de regiões residenciais e industriais. Muitas empresas já possuíram ou possuem fábricas no distrito como a Unilever, Danone e a Refinações de Milho Brasil. Também possuí grandes empresas de logística como a Mercúrio e a Expresso Araçatuba.
Grande parte do distríto é tomado pelo Parque Municipal da Vila dos Remédios, onde existem árvores nativas da mata atlântica que estão intactas há séculos. Duas pontes interligam o distrito e as regiões próximas a região central da cidade de São Paulo, a ponte dos Remédios e a Ponte da Anhanguera.

## Demografia
Evolução demográfica do distrito do Jaguara

## Bairros
O distrito de Jaguara é dividido em 16 bairros: Jardim Marisa, Jardim Piauí, Jardim Vieira, Vila Jaguara, Vila Nilva, Vila Piauí, Chácara São João; Jardim Cimobil; Vila Varanda; Vila Eleonora; Vila Santa Edwiges; Vila Aparecida Ivone; Jardim Ramos Freitas; Jardim Belaura; Vila Nova Jaguara; Parque Anhanguera.

## Distritos e municípios limítrofes
- São Domingos (Norte e Leste)
- Vila Leopoldina (Sul)
- Osasco (Oeste)